# Fronton (Haute-Garonne)
Pour les articles homonymes, voir Fronton.
Fronton (occitan : Frontonh) est une commune française située dans le sud-ouest de la France, dans le nord du département de la Haute-Garonne, en région Occitanie. Sur le plan historique et culturel, la commune est dans le Frontonnais, un pays entre Garonne et Tarn constitué d'une succession de terrasses caillouteuses qui ont donné naissance à de riches terroirs, réputés pour leus vins et leurs fruits.
Exposée à un climat océanique altéré, elle est drainée par le Rieu Tort, le ruisseau de Rival, le ruisseau de Sayrac, le ruisseau la Margasse, le ruisseau de la vergnède, et par divers autres petits cours d'eau. La commune possède un patrimoine naturel remarquable composé d'une zone naturelle d'intérêt écologique, faunistique et floristique.
Fronton est une commune rurale qui compte 6 664 habitants en 2022, après avoir connu une forte hausse de la population depuis 1975. Elle appartient à l'unité urbaine de Fronton et fait partie de l'aire d'attraction de Toulouse. Ses habitants sont appelés les Frontonnais ou  Frontonnaises.
La commune est située à la limite avec le département de Tarn-et-Garonne. Fronton est réputé pour son vin. D'ailleurs, les paysages de la commune sont principalement constitués de champs ou de vignes.
À partir de la fin du XXe siècle, la commune a connu une très forte hausse de son nombre d'habitants, doublant en 30 ans. Située à environ 28 km au nord de Toulouse et à 20 km au sud de Montauban à vol d'oiseau, Fronton fait partie de l'aire urbaine de Toulouse depuis la fin du XXe siècle.
Le patrimoine architectural de la commune comprend un immeuble protégé au titre des monuments historiques : l'église Notre-Dame-de-l'Assomption, inscrite en 1981.

## Géographie

### Localisation
La commune de Fronton se trouve dans le département de la Haute-Garonne, en région Occitanie.
Elle se situe à 27 km à vol d'oiseau de Toulouse, préfecture du département, et à 10 km de Villemur-sur-Tarn, bureau centralisateur du canton de Villemur-sur-Tarn dont dépend la commune depuis 2015 pour les élections départementales.
La commune est par ailleurs ville-centre du bassin de vie de Fronton.
Les communes les plus proches sont : 
Villaudric (3,6 km), Fabas (3,9 km), Saint-Rustice (6,3 km), Pompignan (6,7 km), Bouloc (6,8 km), Nohic (6,8 km), Castelnau-d'Estrétefonds (6,9 km), Orgueil (7,3 km).
Sur le plan historique et culturel, Fronton fait partie du Frontonnais, un pays entre Garonne et Tarn constitué d'une succession de terrasses caillouteuses qui ont donné naissance à de riches terroirs, réputés pour leus vins et leurs fruits.
Fronton est limitrophe de onze autres communes dont sept dans le département de Tarn-et-Garonne.
Les communes limitrophes sont  Bouloc, Campsas, Canals, Castelnau-d'Estrétefonds, Fabas, Grisolles, Nohic, Orgueil, Pompignan, Villaudric et Villemur-sur-Tarn.
| Campsas (Tarn-et-Garonne), Fabas (Tarn-et-Garonne)    | Orgueil (Tarn-et-Garonne) | Nohic (Tarn-et-Garonne) |
| Canals (Tarn-et-Garonne), Grisolles (Tarn-et-Garonne) | Fronton                   | Villemur-sur-Tarn       |
| Pompignan (Tarn-et-Garonne)                           | Castelnau-d'Estrétefonds  | Villaudric, Bouloc      |

### Géologie et relief
La superficie de la commune est de 4 579 hectares ce qui en fait la neuvième plus grande superficie de la Haute-Garonne ; son altitude varie de 101  à   198 mètres.

### Hydrographie

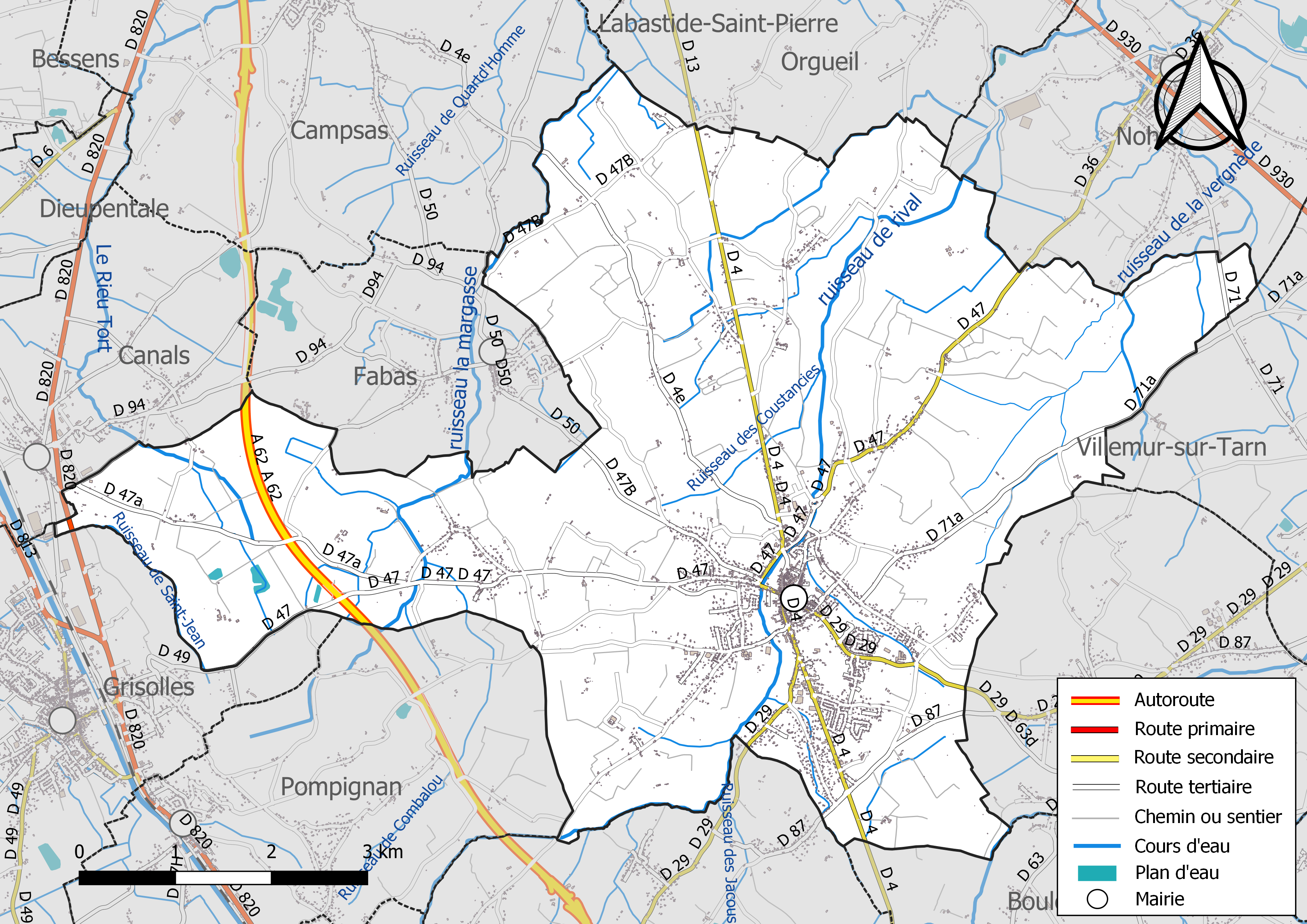
Réseaux hydrographique et routiers de Fronton.

La commune est dans le bassin de la Garonne, au sein du bassin hydrographique Adour-Garonne. Elle est drainée par le Rieu Tort, le ruisseau de Rival, le ruisseau de Sayrac, le ruisseau la Margasse, le ruisseau de la vergnède, le ruisseau de Clédade, le ruisseau de Combalou, le ruisseau de la Garenne, le ruisseau de Saint-Jean, le ruisseau des Coustancies le ruisseau des Jacous et par divers petits cours d'eau, constituant un réseau hydrographique de 47 km de longueur totale,.
Le Rieu Tort, d'une longueur totale de 14,8 km, prend sa source dans la commune et s'écoule vers le nord. Il traverse la commune et se jette dans le Tarn à Labastide-Saint-Pierre (82), après avoir traversé 5 communes.
Le ruisseau de Rival, d'une longueur totale de 16,5 km, prend sa source dans la commune de Castelnau-d'Estrétefonds et s'écoule vers le nord. Il traverse la commune et se jette dans le ruisseau de Pengaline à Orgueil (82), après avoir traversé 6 communes.
Le ruisseau de Sayrac, d'une longueur totale de 13,5 km, prend sa source dans la commune de Bouloc et s'écoule vers l'ouest puis se réoriente au nord-est. Il traverse la commune et se jette dans le ruisseau de Magnanac à Villemur-sur-Tarn, après avoir traversé 4 communes.
Le ruisseau la Margasse, d'une longueur totale de 13,6 km, prend sa source dans la commune de Pompignan (82) et s'écoule vers le nord. Il traverse la commune et se jette dans le Rieu Tort à Labastide-Saint-Pierre (82), après avoir traversé 6 communes.

### Climat
Pour des articles plus généraux, voir Climat de l'Occitanie et Climat de la Haute-Garonne.
En 2010, le climat de la commune est de type climat du Bassin du Sud-Ouest, selon une étude s'appuyant sur une série de données couvrant la période 1971-2000. En 2020, Météo-France publie une typologie des climats de la France métropolitaine dans laquelle la commune est exposée à un climat océanique altéré et est dans la région climatique Aquitaine, Gascogne, caractérisée par une pluviométrie abondante au printemps, modérée en automne, un faible ensoleillement au printemps, un été chaud (19,5 °C), des vents faibles, des brouillards fréquents en automne et en hiver et des orages fréquents en été (15 à 20 jours).
Pour la période 1971-2000, la température annuelle moyenne est de 13,3 °C, avec une amplitude thermique annuelle de 15,7 °C. Le cumul annuel moyen de précipitations est de 708 mm, avec 9,1 jours de précipitations en janvier et 5,7 jours en juillet. Pour la période 1991-2020, la température moyenne annuelle observée sur la station météorologique la plus proche, située sur la commune de Blagnac à 23 km à vol d'oiseau, est de 14,2 °C et le cumul annuel moyen de précipitations est de 627,0 mm,. Pour l'avenir, les paramètres climatiques de la commune estimés pour 2050 selon différents scénarios d'émission de gaz à effet de serre sont consultables sur un site dédié publié par Météo-France en novembre 2022.

### Milieux naturels et biodiversité

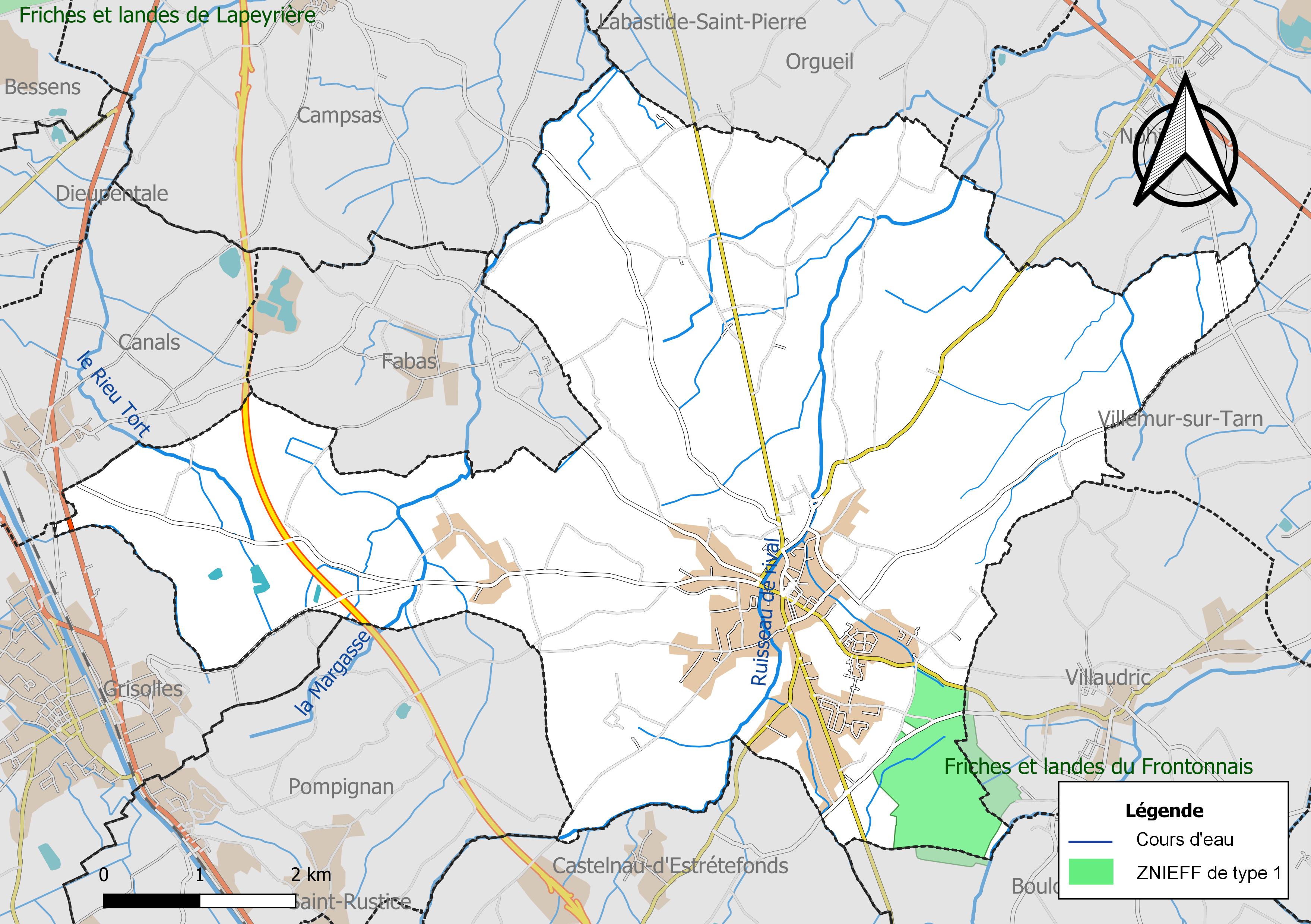
Carte de la ZNIEFF de type 1 localisée sur la commune.

L’inventaire des zones naturelles d'intérêt écologique, faunistique et floristique (ZNIEFF) a pour objectif de réaliser une couverture des zones les plus intéressantes sur le plan écologique, essentiellement dans la perspective d’améliorer la connaissance du patrimoine naturel national et de fournir aux différents décideurs un outil d’aide à la prise en compte de l’environnement dans l’aménagement du territoire.
Une ZNIEFF de type 1 est recensée sur la commune :
les « friches et landes du Frontonnais » (183 ha), couvrant 3 communes du département.

## Urbanisme

### Typologie
Au 1er janvier 2024, Fronton est catégorisée bourg rural, selon la nouvelle grille communale de densité à sept niveaux définie par l'Insee en 2022.
Elle appartient à l'unité urbaine de Fronton, une unité urbaine monocommunale constituant une ville isolée,. Par ailleurs la commune fait partie de l'aire d'attraction de Toulouse, dont elle est une commune de la couronne,. Cette aire, qui regroupe 527 communes, est catégorisée dans les aires de 700 000 habitants ou plus (hors Paris),.

### Occupation des sols
L'occupation des sols de la commune, telle qu'elle ressort de la base de données européenne d’occupation biophysique des sols Corine Land Cover (CLC), est marquée par l'importance des territoires agricoles (85,1 % en 2018), en diminution par rapport à 1990 (91,1 %). La répartition détaillée en 2018 est la suivante : 
cultures permanentes (38,7 %), terres arables (28,6 %), zones agricoles hétérogènes (16,9 %), zones urbanisées (8,9 %), forêts (6 %), prairies (0,9 %). L'évolution de l’occupation des sols de la commune et de ses infrastructures peut être observée sur les différentes représentations cartographiques du territoire : la carte de Cassini (XVIIIe siècle), la carte d'état-major (1820-1866) et les cartes ou photos aériennes de l'IGN pour la période actuelle (1950 à aujourd'hui).

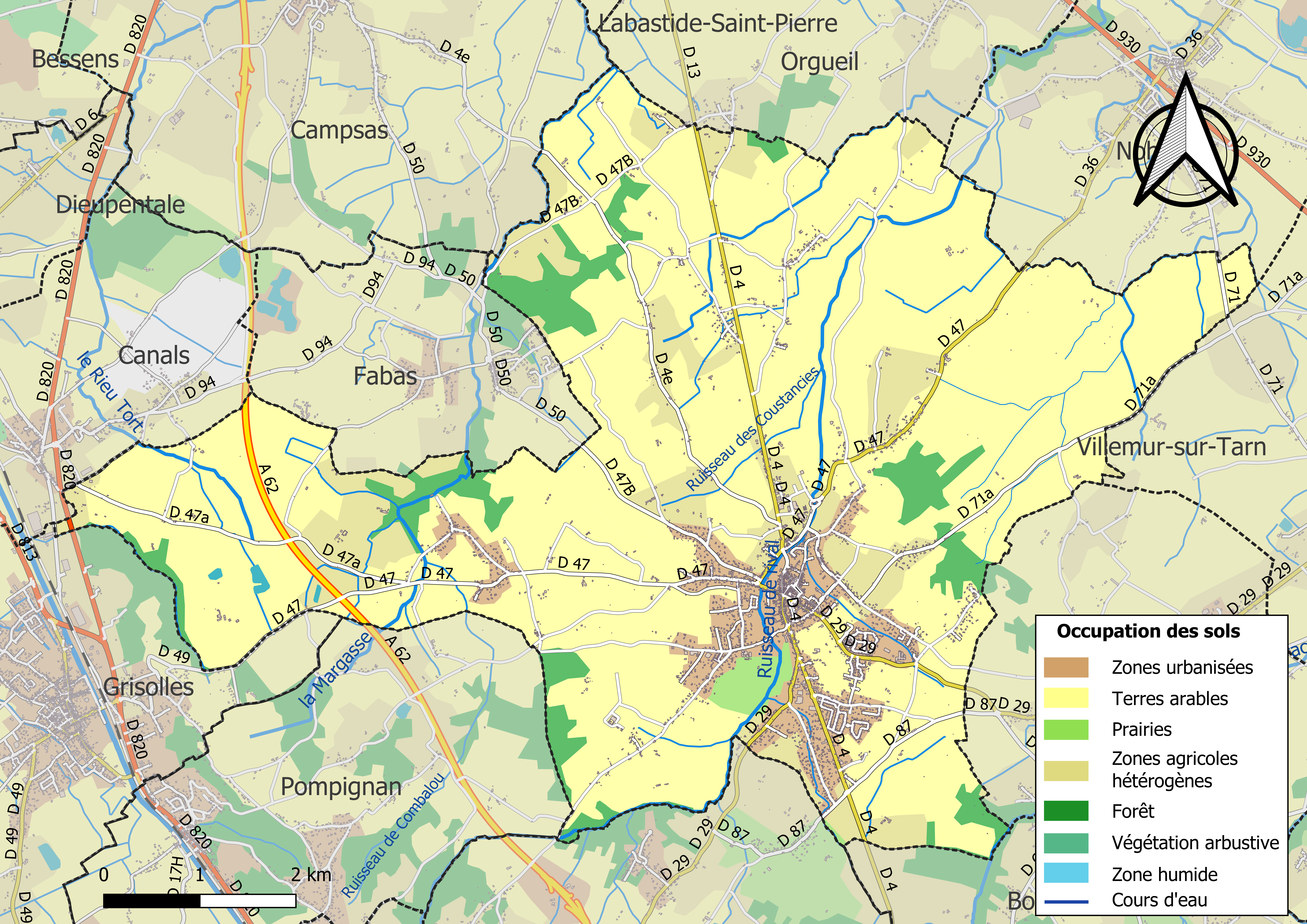
Carte des infrastructures et de l'occupation des sols de la commune en 2018 (CLC).

### Morphologie urbaine
Le territoire communal est divisé en plusieurs parties. La majorité des habitations et des activités humaines sont centralisées sur le centre-ville de Fronton, très vaste et relativement dense, malgré la présence sur ce dernier de forêts et d'espaces agricoles, ces derniers venant à disparaître au vu de la rapidité de l'urbanisation frontonnaise. En dehors de ce centre-ville, il n'existe que peu de bâtiments isolés. Quelques hameaux sont situés sur les routes menant aux communes voisines, comme Rastel ou encore Saumaté. Le reste des hameaux fait aujourd'hui partie du centre-ville, absorbés par l'étalement de ce dernier. Il existe une zone commerciale route de Toulouse, avec un centre commercial, ainsi que des restaurants, coiffeurs.. Enfin, la zone industrielle Croix Dourdenne, située au nord de la ville, abrite la cave de Fronton et de nombreuses entreprises.

### Logement
En 2015, le nombre total de logements dans la commune était de 2 619, alors qu'il était de 2 352 en 2010.
Parmi ces logements, 90,9 % étaient des résidences principales, 2 % des résidences secondaires et 7,1 % des logements vacants. Ces logements étaient pour 77 % d'entre eux des maisons et 22,4 % des appartements.
La proportion des résidences principales propriétés de leurs occupants était de 68,6 %, en légère hausse par rapport à 2010 (67,6 %). La commune comptait aussi 4,4 % de logements HLM.

### Projets d'aménagement
La commune comprend quelques projets, notamment d'extension de lotissements, comme celui de l'Origan et de Cransac. De nouveaux lotissements sont également en cours de construction.

### Voies de communication et transports

#### Voies routières
La commune de Fronton est traversée, à l'ouest, par l'autoroute A62, qui relie Toulouse à Bordeaux. Cette autoroute est accessible par la sortie n°10.1, située sur la commune de Villeneuve-lès-Bouloc, au sud de la ville, à une dizaine de kilomètres de Fronton.
Fronton est également le point de départ de la route départementale 4, reliant Fronton aux communes de Bouloc, Saint-Sauveur, Bruguières, Saint-Alban et Aucamville. La route termine son parcours à Toulouse, au niveau de la station de métro Barrière de Paris. A Fronton commence également la route départementale 47, permettant de relier Nohic à Grisolles, et la route départementale 29, reliant Villemur-sur-Tarn à Laréole par Grenade.

#### Transports en commun
Fronton est proche de deux gares, situées sur la ligne de Bordeaux à Sète : la Gare de Castelnau-d'Estrétefonds, située à 8 km et la Gare de Grisolles, située à 9 km.
La commune a été desservie, de 1912 à 1937, par la ligne Toulouse - Villemur-sur-Tarn des chemins de fer du Sud-Ouest. La voie suivait la route départementale 4, puis l'actuelle impasse du petit train, pour continuer le long de la départementale 29. La gare, située à l'actuelle impasse de la gare, a été détruite pour laisser place au centre multi-accueil.
La ligne Hop!301 du réseau liO Arc-en-Ciel, une ligne express, relie le centre de la commune à la station Borderouge du métro de Toulouse depuis Villemur-sur-Tarn, la ligne 351 relie le centre-ville à la gare routière de Toulouse depuis Villemur-sur-Tarn, la ligne 375 relie le lycée de la commune à Buzet-sur-Tarn ou Villemur-sur-Tarn.
Pour rejoindre Montauban, les lignes 717 et 848 du réseau liO desservent des communes limitrophes (respectivement Villemur-sur-Tarn et Castelnau-d'Estrétefonds).
Enfin, l'aéroport le plus proche de Fronton est l'aéroport de Toulouse-Blagnac, situé à 32 km de Fronton.

### Risques naturels et technologiques
La commune est concernée par un risque mesuré d'inondation, le Tarn traversant les communes limitrophes de Villemur-sur-Tarn, Nohic et Orgueil, et certains de ses affluents traversant la commune. Trois installations industrielles non Seveso sont également situées sur la commune. Fronton est également concernée par un risque moyen de mouvements de terrain. Enfin, le risque de séisme est de 1/5 sur Fronton.

## Histoire
Fronton compte parmi les plus anciens vignobles. Ce sont les Romains qui plantèrent les premiers ceps sur les terrains dominant la vallée du Tarn.
La vie de Fronton est marquée par les guerres de religion, les passages et séjours de troupes, la météorologie, la peste et, exceptionnellement, la visite de tel ou tel personnage important : Philippe le Bel, Charles IX, son cousin le futur Henri IV, Louis XIII qui touche les malades des écrouelles en 1632.
Au XVIe siècle, l’importance de Fronton décroît car les attaques des protestants lui sont fatales. Les guerres de religion y sont latentes jusqu'en 1628.
La renommée des vins n’atteint son apogée qu’au XVIIIe siècle : le protectionnisme dont bénéficient les vins girondins prend fin et les vins peuvent être exportés via Bordeaux vers l’Europe entière. Cette belle prospérité ne résiste pas à la fin du XIXe siècle au phylloxéra. Grâce aux efforts tenaces de générations de vignerons, les vins de Fronton retrouvent leurs lettres de noblesse en obtenant en 1975 l’appellation d'origine contrôlée. La renommée du vin de Fronton s'est également distinguée lorsque la cuvée INES a remporté en 2008 le prix du meilleur vin rosé du monde.

### Les Hospitaliers
Au XIIe siècle, avec la protection du pape Calixte II venu en 1119 consacrer l’église, le vignoble est la propriété des Hospitaliers de l’ordre de Saint-Jean de Jérusalem.
L’Ordre a construit le village autour de l’église Saint-Jean-Baptiste, bâtie sur l’emplacement de l’église actuelle. Les donations pieuses affluent et l’Ordre crée à Fronton une commanderie dirigée par un commandeur. Ce précepteur réside à Fronton et en est le seigneur. Le village se construit à l’abri des fossés et des remparts, et la vie s’organise sous la protection du château seigneurial. En 1400, la commanderie relève directement du grand prieuré de Toulouse.

## Politique et administration

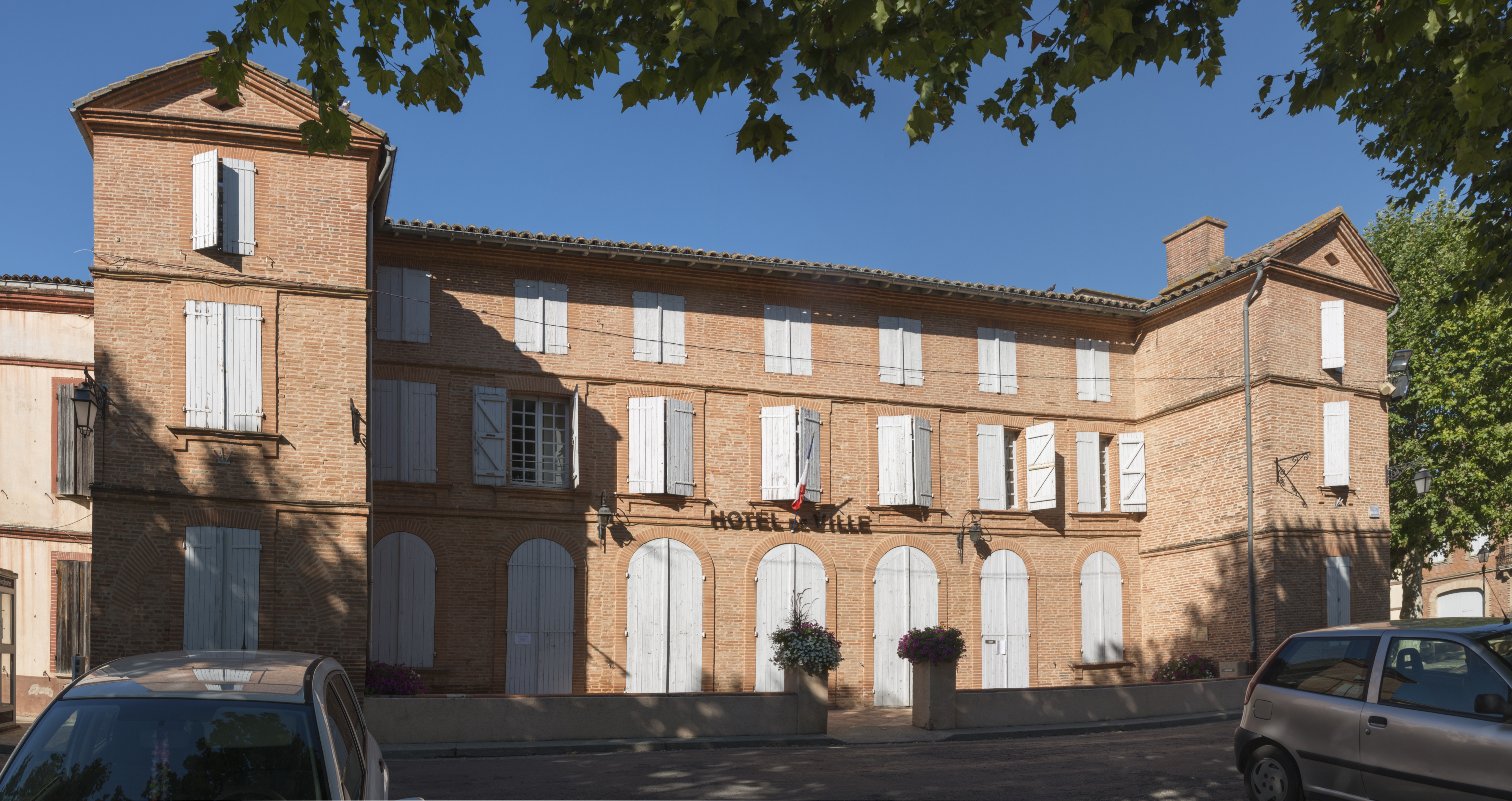
L'hôtel de ville.

### Tendances politiques et résultats
Politiquement, Fronton est une commune avec une sensibilité de gauche, malgré une montée récente de l'extrême droite.
| Élections présidentielles, résultats des deuxièmes tours.                                                | Élections présidentielles, résultats des deuxièmes tours. | Élections présidentielles, résultats des deuxièmes tours. | Élections présidentielles, résultats des deuxièmes tours. | Élections présidentielles, résultats des deuxièmes tours. | Élections présidentielles, résultats des deuxièmes tours. | Élections présidentielles, résultats des deuxièmes tours. | Élections présidentielles, résultats des deuxièmes tours. |
| Année | Élu                                                       | Élu                                                       | Élu                                                       | Battu                                                     | Battu                                                     | Battu                                                     | Participation                                             |
| --- | --------------------------------------------------------- | --------------------------------------------------------- | --------------------------------------------------------- | --------------------------------------------------------- | --------------------------------------------------------- | --------------------------------------------------------- | --------------------------------------------------------- |
| 2002 | 78,27 %                                                   | Jacques Chirac                                            | RPR                                                       | 21,73 %                                                   | Jean-Marie Le Pen                                         | FN                                                        | 82,59 %                                                   |
| 2007 | 52,06 %                                                   | Nicolas Sarkozy                                           | UMP                                                       | 47,94 %                                                   | Ségolène Royal                                            | PS                                                        | 86,94 %                                                   |
| 2012 | 52,40 %                                                   | François Hollande                                         | PS                                                        | 47,60 %                                                   | Nicolas Sarkozy                                           | UMP                                                       | 85,85 %                                                   |
| 2017 | 59,25 %                                                   | Emmanuel Macron                                           | EM                                                        | 40,75 %                                                   | Marine Le Pen                                             | FN                                                        | 81,16 %                                                   |
| 2022 | %                                                         | Emmanuel Macron                                           | LREM                                                      | %                                                         | Marine Le Pen                                             | RN                                                        | %                                                         |
| Élections législatives, résultats des deux meilleurs scores du dernier tour de scrutin.                  |                                                           |                                                           |                                                           |                                                           |                                                           |                                                           |                                                           |
| Année | Élu                                                       | Élu                                                       | Élu                                                       | Battu                                                     | Battu                                                     | Battu                                                     | Participation                                             |
| Fronton (Haute-Garonne) est répartie sur plusieurs circonscriptions, cf. les résultats des .             |                                                           |                                                           |                                                           |                                                           |                                                           |                                                           |                                                           |
| Avant 2010, Fronton (Haute-Garonne) est répartie sur plusieurs circonscriptions, cf. les résultats des . |                                                           |                                                           |                                                           |                                                           |                                                           |                                                           |                                                           |
| 2002 | 50,03 %                                                   | Françoise Imbert                                          | PS                                                        | 49,97 %                                                   | Geneviève de Cazaux                                       | UMP                                                       | 61,89 %                                                   |
| 2007 | 51,97 %                                                   | Françoise Imbert                                          | PS                                                        | 48,03 %                                                   | Grégoire Carneiro                                         | UMP                                                       | 61,50 %                                                   |
| Après 2010, Fronton (Haute-Garonne) est répartie sur plusieurs circonscriptions, cf. les résultats de .  |                                                           |                                                           |                                                           |                                                           |                                                           |                                                           |                                                           |
| 2012 | 60,04 %                                                   | Françoise Imbert                                          | PS                                                        | 39,96 %                                                   | Grégoire Carneiro                                         | UMP                                                       | 55,07 %                                                   |
| 2017 | 64,70 %                                                   | Jean-François Portarrieu                                  | LREM                                                      | 35,30 %                                                   | Julien Leonardelli                                        | FN                                                        | 47,65 %                                                   |
| 2022 | %                                                         |                                                           |                                                           | %                                                         |                                                           |                                                           | %                                                         |
| 2024 | %                                                         |                                                           |                                                           | %                                                         |                                                           |                                                           | %                                                         |
| Élections européennes, résultats des deux meilleurs scores.                                              |                                                           |                                                           |                                                           |                                                           |                                                           |                                                           |                                                           |
| Année | Liste 1re                                                 | Liste 1re                                                 | Liste 1re                                                 | Liste 2e                                                  | Liste 2e                                                  | Liste 2e                                                  | Participation                                             |
| 2004 | 31,76 %                                                   | Abdelkader Arif                                           | PS                                                        | 14,11 %                                                   | Jean-Marie Cavada                                         | UDF                                                       | 40,40 %                                                   |
| 2009 | 28,22 %                                                   | Dominique Baudis                                          | UMP                                                       | 17,25 %                                                   | Kader Arif                                                | PS                                                        | 42,78 %                                                   |
| 2014 | 29,26 %                                                   | Louis Aliot                                               | FN                                                        | 16,65 %                                                   | Michèle Alliot-Marie                                      | UMP                                                       | 47,78 %                                                   |
| 2019 | 27,49 %                                                   | Jordan Bardella                                           | RN                                                        | 20,53 %                                                   | Nathalie Loiseau                                          | LREM                                                      | 56,89 %                                                   |
| 2024 | %                                                         |                                                           |                                                           | %                                                         |                                                           |                                                           | %                                                         |
| Élections régionales, résultats des deux meilleurs scores.                                               |                                                           |                                                           |                                                           |                                                           |                                                           |                                                           |                                                           |
| Année | Liste 1re                                                 | Liste 1re                                                 | Liste 1re                                                 | Liste 2e                                                  | Liste 2e                                                  | Liste 2e                                                  | Participation                                             |
| 2004 | 56,74 %                                                   | Martin Malvy                                              | PS                                                        | 28,05 %                                                   | Jacques Godfrain                                          | UMP                                                       | 65,15 %                                                   |
| 2010 | 67,83 %                                                   | Martin Malvy                                              | PS                                                        | 32,17 %                                                   | Brigitte Barèges                                          | UMP                                                       | 51,74 %                                                   |
| 2015 | 39,87 %                                                   | Carole Delga                                              | PS                                                        | 33,78 %                                                   | Louis Aliot                                               | FN                                                        | 65,36 %                                                   |
| 2021 | %                                                         |                                                           |                                                           | %                                                         |                                                           |                                                           | %                                                         |
| Élections cantonales, résultats des deux meilleurs scores du dernier tour de scrutin.                    |                                                           |                                                           |                                                           |                                                           |                                                           |                                                           |                                                           |
| Année | Élu                                                       | Élu                                                       | Élu                                                       | Battu                                                     | Battu                                                     | Battu                                                     | Participation                                             |
| Fronton (Haute-Garonne) est répartie sur plusieurs cantons, cf. les résultats de ceux de .               |                                                           |                                                           |                                                           |                                                           |                                                           |                                                           |                                                           |
| 2001 | %                                                         |                                                           |                                                           | %                                                         |                                                           |                                                           | indisponible %                                            |
| 2004 | 44,64 %                                                   | Louis Bonhomme élu au premier tour                        | PS                                                        | 38,67 %                                                   | Marie-Hélène Champagnac                                   | DVD                                                       | 70,72 %                                                   |
| 2008 | %                                                         |                                                           |                                                           | %                                                         |                                                           |                                                           | indisponible %                                            |
| 2011 | 63,44 %                                                   | Ghislaine Cabessut                                        | PS                                                        | 36,56 %                                                   | Michèle Pellizzon                                         | FN                                                        | 49,54 %                                                   |
| Élections départementales, résultats des deux meilleurs scores du dernier tour de scrutin.               |                                                           |                                                           |                                                           |                                                           |                                                           |                                                           |                                                           |
| Année | Élus                                                      | Élus                                                      | Élus                                                      | Battus                                                    | Battus                                                    | Battus                                                    | Participation                                             |
| Fronton (Haute-Garonne) est répartie sur plusieurs cantons, cf. les résultats de ceux de .               |                                                           |                                                           |                                                           |                                                           |                                                           |                                                           |                                                           |
| 2015 | 33,94 %                                                   | Ghislaine Cabessut, Jean-Luc Raysseguier                  | PS                                                        | 39,21 %                                                   | Marie-Hélène Champagnac, Jean-Marc Dumoulin               | DVD                                                       | 58,73 %                                                   |
| 2021 | %                                                         |                                                           |                                                           | %                                                         |                                                           |                                                           | %                                                         |
| Référendums.                                                                                             |                                                           |                                                           |                                                           |                                                           |                                                           |                                                           |                                                           |
| Année | Oui (national)                                            | Oui (national)                                            | Oui (national)                                            | Non (national)                                            | Non (national)                                            | Non (national)                                            | Participation                                             |
| 1992 | 42,77 % (51,04 %)                                         | 42,77 % (51,04 %)                                         | 42,77 % (51,04 %)                                         | 57,23 % (48,96 %)                                         | 57,23 % (48,96 %)                                         | 57,23 % (48,96 %)                                         | 74,77 %                                                   |
| 2000 | 70,89 % (73,21 %)                                         | 70,89 % (73,21 %)                                         | 70,89 % (73,21 %)                                         | 29,11 % (26,79 %)                                         | 29,11 % (26,79 %)                                         | 29,11 % (26,79 %)                                         | 29,09 %                                                   |
| 2005 | 39,71 % (45,33 %)                                         | 39,71 % (45,33 %)                                         | 39,71 % (45,33 %)                                         | 60,29 % (54,67 %)                                         | 60,29 % (54,67 %)                                         | 60,29 % (54,67 %)                                         | 71,80 %                                                   |

### Rattachements administratifs et électoraux
Fronton est située dans la région Occitanie, dans le département de la Haute-Garonne et l'arrondissement de Toulouse.
La commune fait partie du canton de Villemur-sur-Tarn depuis le redécoupage départemental de 2014. Auparavant, la commune était le chef-lieu du canton de Fronton. Désormais, le nouveau canton englobe 19 communes du nord de la Haute-Garonne, et va jusqu'au nord de l'agglomération toulousaine ou encore jusqu'à Buzet-sur-Tarn. Il compte plus de 40 000 habitants en 2014.
Fronton est également membre de la communauté de communes du Frontonnais, dont le siège est situé sur la commune limitrophe de Bouloc. Elle regroupe plus de 25 000 habitants de 10 communes du nord toulousain, situées sur le territoire du vignoble de Fronton. L'intercommunalité compte de nombreuses compétences, en matière d'action sociale, d'environnement ou encore d'aménagement du territoire.
Enfin, la commune fait partie de la cinquième circonscription de la Haute-Garonne, qui regroupe des communes du nord du département de la Haute-Garonne, jusqu'à la banlieue toulousaine. La circonscription semble avoir une sensibilité de gauche, et compte actuellement pour député Jean-François Portarrieu, membre du parti La République en marche.

### Administration municipale
Le nombre d'habitants au recensement de 2017 étant compris entre 5 000 habitants et 9 999 habitants, le nombre de membres du conseil municipal pour l'élection de 2020 est de vingt-neuf,.

### Politique environnementale
La collecte et le traitement des déchets des ménages et des déchets assimilés ainsi que la protection et la mise en valeur de l'environnement se font dans le cadre de la communauté de communes du Frontonnais.

### Jumelages
- Xeresa (Espagne)

## Population et société

### Démographie
Fronton est une commune qui a toujours eu une taille moyenne : elle a toujours été une petite ville. Cependant, depuis les années 1980 et en raison de l'étalement urbain lié à la proximité de la métropole toulousaine, la commune ne cesse d'accueillir de nouveaux habitants. La population a presque doublée en 25 ans : alors qu'il y avait près de 3 000 habitants au début des années 80, Fronton compte en 2016 plus de 6 000 habitants. Le nombre d'habitants a donc doublé en un quart de siècle. Et cette croissance démographique ne tend pas à la baisse dans les prochaines années, malgré un léger ralentissement de cette croissance depuis le milieu des années 2010.
L'évolution du nombre d'habitants est connue à travers les recensements de la population effectués dans la commune depuis 1793. Pour les communes de moins de 10 000 habitants, une enquête de recensement portant sur toute la population est réalisée tous les cinq ans, les populations de référence des années intermédiaires étant quant à elles estimées par interpolation ou extrapolation. Pour la commune, le premier recensement exhaustif entrant dans le cadre du nouveau dispositif a été réalisé en 2006.

En 2022, la commune comptait 6 664 habitants, en évolution de +10,9 % par rapport à 2016 (Haute-Garonne : +8,02 %, France hors Mayotte : +2,11 %).
| 1793  | 1800  | 1806  | 1821  | 1831  | 1836  | 1841  | 1846  | 1851  |
| ----- | ----- | ----- | ----- | ----- | ----- | ----- | ----- | ----- |
| 1 633 | 2 053 | 2 139 | 1 987 | 2 225 | 2 151 | 2 141 | 2 190 | 2 143 |

| 1856  | 1861  | 1866  | 1872  | 1876  | 1881  | 1886  | 1891  | 1896  |
| ----- | ----- | ----- | ----- | ----- | ----- | ----- | ----- | ----- |
| 2 190 | 2 196 | 2 273 | 2 290 | 2 445 | 2 416 | 2 447 | 2 481 | 2 328 |

| 1901  | 1906  | 1911  | 1921  | 1926  | 1931  | 1936  | 1946  | 1954  |
| ----- | ----- | ----- | ----- | ----- | ----- | ----- | ----- | ----- |
| 2 155 | 2 034 | 1 896 | 1 901 | 2 005 | 2 018 | 2 016 | 2 049 | 2 107 |

| 1962  | 1968  | 1975  | 1982  | 1990  | 1999  | 2006  | 2011  | 2016  |
| ----- | ----- | ----- | ----- | ----- | ----- | ----- | ----- | ----- |
| 2 169 | 2 272 | 2 525 | 2 814 | 3 355 | 3 891 | 5 030 | 5 700 | 6 009 |

| 2021  | 2022  | - | - | - | - | - | - | - |
| ----- | ----- | - | - | - | - | - | - | - |
| 6 538 | 6 664 | - | - | - | - | - | - | - |

| selon la population municipale des années : | 1968 | 1975 | 1982 | 1990 | 1999 | 2006 | 2009 | 2013 |
| Rang de la commune dans le département      | 25   | 31   | 35   | 39   | 40   | 35   | 34   | 38   |
| Nombre de communes du département           | 592  | 582  | 586  | 588  | 588  | 588  | 589  | 589  |

### Enseignement
Fronton fait partie de l'académie de Toulouse. L'éducation est assurée sur la commune par les écoles maternelles Joséphine Garrigues et Balochan, l'école élémentaire Jean de La Fontaine et l'école élémentaire Marianne, le collège Alain Savary et le lycée général Pierre Bourdieu, premier lycée en France à porter le nom du sociologue. Cependant, certains élèves frontonnais se rendent plutôt sur les lycées de Toulouse ou de Montauban pour y suivre des formations professionnelles ou technologiques.

### Manifestations culturelles et festivités
La commune comprend une médiathèque, une ludothèque et une salle de cinéma. En juillet, les festivals « Musique en vignes dans le Frontonnais » et « festival Vill'O Rock » ont lieu sur la commune. Enfin, le premier week-end de septembre se déroule la fête locale de Fronton, où se trouvent de nombreuses attractions foraines.

### Santé
Fronton compte une clinique, la clinique Saint-Roch, située en centre-ville, dans le quartier Saint-Roch. Plusieurs médecins et pharmacies se trouvent également sur la commune. Pour ce qui est des hôpitaux et des urgences, les services les plus proches se situent à Saint-Alban, Montauban ou Toulouse.

### Sports
La commune compte un gymnase, dénommé la halle des sports Jean Tissonières, du nom de l'ancien maire frontonnais. On compte également une piste d'athlétisme, des terrains de football et de rugby, mais aussi des terrains de tennis, un boulodrome en face de la mairie, et une piste de skate à proximité du collège Alain Savary. Enfin, un autre gymnase est situé au niveau du parking du lycée Pierre Bourdieu, et accueille de nombreux clubs sportifs (Fronton Castelnau Handball, TT Fronton, différentes sections du foyer rural, ...) et les classes du lycée.

### Médias
La commune édite un bulletin triannuel d'informations. Elle est couverte par France 3 Midi-Pyrénées et son édition locale Toulouse-Métropole, et par l'édition locale nord-est de la Haute-Garonne de La Dépêche Du Midi.

### Cultes
La commune compte une église catholique, l'église Notre-Dame-de-l'Assomption.

## Économie

### Revenus de la population et fiscalité
En 2014, le revenu fiscal médian par ménage était de 21 372 €. La part des ménages fiscaux imposés était de 58,5 % des ménages.

### Revenus
En 2018  (données Insee publiées en septembre 2021), la commune compte 2 462 ménages fiscaux, regroupant 6 255 personnes. La médiane du revenu disponible par unité de consommation est de 23 010 € (23 140 € dans le département). 53 % des ménages fiscaux sont imposés (55,3 % dans le département).

### Emploi
En 2015, la population âgée de 15 à 64 ans s'élevait à 3 664 personnes, parmi lesquelles on comptait 78,6 % d'actifs dont 70,4 % ayant un emploi et 8,2 % de chômeurs. On comptait 1 755 emplois dans la zone d'emploi, contre 1 731 en 2010. Le nombre d'actifs ayant un emploi résidant dans la zone étant de 2 610, l'indicateur de concentration d'emploi est de 67,2 %, ce qui signifie que la zone d'emploi offre un peu plus de deux emplois pour trois habitants actifs.
|                | 2008  | 2013  | 2018  |
| -------------- | ----- | ----- | ----- |
| Commune        | 6,3 % | 6,9 % | 8,2 % |
| Département    | 7,7 % | 9,6 % | 9,3 % |
| France entière | 8,3 % | 10 %  | 10 %  |

En 2018, la population âgée de 15 à 64 ans s'élève à 3 819 personnes, parmi lesquelles on compte 78,7 % d'actifs (70,5 % ayant un emploi et 8,2 % de chômeurs) et 21,3 % d'inactifs,. Depuis 2008, le taux de chômage communal (au sens du recensement) des 15-64 ans est inférieur à celui de la France et du département.
La commune fait partie de la couronne de l'aire d'attraction de Toulouse, du fait qu'au moins 15 % des actifs travaillent dans le pôle,. Elle compte 1 904 emplois en 2018, contre 1 785 en 2013 et 1 636 en 2008. Le nombre d'actifs ayant un emploi résidant dans la commune est de 2 723, soit un indicateur de concentration d'emploi de 69,9 % et un taux d'activité parmi les 15 ans ou plus de 62,4 %.
Sur ces 2 723 actifs de 15 ans ou plus ayant un emploi, 751 travaillent dans la commune, soit 28 % des habitants. Pour se rendre au travail, 86,8 % des habitants utilisent un véhicule personnel ou de fonction à quatre roues, 4,3 % les transports en commun, 4,9 % s'y rendent en deux-roues, à vélo ou à pied et 4 % n'ont pas besoin de transport (travail au domicile).

### Activités hors agriculture

#### Secteurs d'activités
603 établissements sont implantés  à Fronton au 31 décembre 2019. Le tableau ci-dessous en détaille le nombre par secteur d'activité et compare les ratios avec ceux du département,.
| Secteur d'activité                                                                                        | Commune | Commune | Département |
| Secteur d'activité                                                                                        | Nombre  | %       | %           |
| --- | ------- | ------- | ----------- |
| Ensemble                                                                                                  | 603     | 100 %   | (100 %)     |
| Industrie manufacturière, industries extractives et autres                                                | 50      | 8,3 %   | (5,7 %)     |
| Construction                                                                                              | 106     | 17,6 %  | (12 %)      |
| Commerce de gros et de détail, transports, hébergement et restauration                                    | 145     | 24 %    | (25,9 %)    |
| Information et communication                                                                              | 13      | 2,2 %   | (4,1 %)     |
| Activités financières et d'assurance                                                                      | 28      | 4,6 %   | (3,8 %)     |
| Activités immobilières                                                                                    | 20      | 3,3 %   | (4,2 %)     |
| Activités spécialisées, scientifiques et techniques et activités de services administratifs et de soutien | 84      | 13,9 %  | (19,8 %)    |
| Administration publique, enseignement, santé humaine et action sociale                                    | 99      | 16,4 %  | (16,6 %)    |
| Autres activités de services                                                                              | 58      | 9,6 %   | (7,9 %)     |

Le secteur du commerce de gros et de détail, des transports, de l'hébergement et de la restauration est prépondérant sur la commune puisqu'il représente 24 % du nombre total d'établissements de la commune (145 sur les 603 entreprises implantées  à Fronton), contre 25,9 % au niveau départemental.

#### Entreprises et commerces
Les cinq entreprises ayant leur siège social sur le territoire communal qui génèrent le plus de chiffre d'affaires en 2020 sont : 
- Frontal, supermarchés (22 640 k€)
- Cornelis, commerce de gros (commerce interentreprises) de céréales, de tabac non manufacturé, de semences et d'aliments pour le bétail (15 635 k€)
- Netmax, supermarchés (4 228 k€)
- Fronton TP, travaux de terrassement courants et travaux préparatoires (3 129 k€)
- Kuentz Bma, travaux de menuiserie bois et PVC (2 776 k€)

Au 31 décembre 2015, Fronton comptait 654 établissements : 51 dans l'agriculture, sylviculture et pêche, 45 dans l'industrie, 97 dans la construction, 363 dans le commerce, le transport et les services divers et enfin 98 dans l'administration publique, l'enseignement, la santé et l'action sociale. Par ailleurs, 55 entreprises ont été créées sur la commune en 2017, dont 50,9 % par des autoentrepreneurs.
Comparé au nombre d'habitants de la commune, le nombre d'entreprises est plutôt faible à Fronton. En effet, la commune étant membre de l'aire d'attraction de Toulouse, au moins 40 % des frontonnais vont travailler sur la banlieue toulousaine, d'où ce nombre limité d'entreprises.

#### Secteur secondaire
Fronton n'a jamais été une ville industrielle. Cependant, on compte quelques usines réparties sur le territoire.

#### Secteur tertiaire
C'est le secteur largement dominant à Fronton. La commune compte de nombreux commerces sur son territoire, et notamment plusieurs zones commerciales, situées route de Toulouse. La présence de grands établissements scolaires sur la commune, et notamment le lycée général Pierre Bourdieu dont dépendent une vingtaine de communes du nord toulousain, mais aussi de nombreuses entreprises de services, renforce cette domination du tertiaire à Fronton.

### Agriculture
La commune est dans le Lauragais, une petite région agricole occupant le nord-est du département de la Haute-Garonne, dont les coteaux portent des grandes cultures en sec avec une dominante blé dur et tournesol. En 2020, l'orientation technico-économique de l'agriculture  sur la commune est la viticulture.
|               | 1988  | 2000  | 2010  | 2020  |
| ------------- | ----- | ----- | ----- | ----- |
| Exploitations | 142   | 100   | 72    | 71    |
| SAU (ha)      | 2 606 | 2 644 | 2 236 | 2 315 |

Le nombre d'exploitations agricoles en activité et ayant leur siège dans la commune est passé de 142 lors du recensement agricole de 1988  à 100 en 2000 puis à 72 en 2010 et enfin à 71 en 2020, soit une baisse de 50 % en 32 ans. Le même mouvement est observé à l'échelle du département qui a perdu pendant cette période 57 % de ses exploitations,. La surface agricole utilisée sur la commune a également diminué, passant de 2 606 ha en 1988 à 2 315 ha en 2020. Parallèlement la surface agricole utilisée moyenne par exploitation a augmenté, passant de 18 à 33 ha.
Comme dans la majorité des zones rurales, l'agriculture était auparavant le secteur dominant à Fronton. Il est aujourd'hui toujours important, notamment grâce à la présence du vignoble de Fronton, qui compte une appellation d'origine protégée, et qui fait la renommée de la ville. Cependant, la tertiarisation de l'emploi n'épargne pas la commune, et aujourd'hui la part de l'agriculture dans l'économie frontonnaise est plus limitée qu'auparavant.

## Culture locale et patrimoine

### Lieux et monuments
- L'église Notre-Dame-de-l'Assomption est inscrite au titre des monuments historiques en 1981[68],[69].

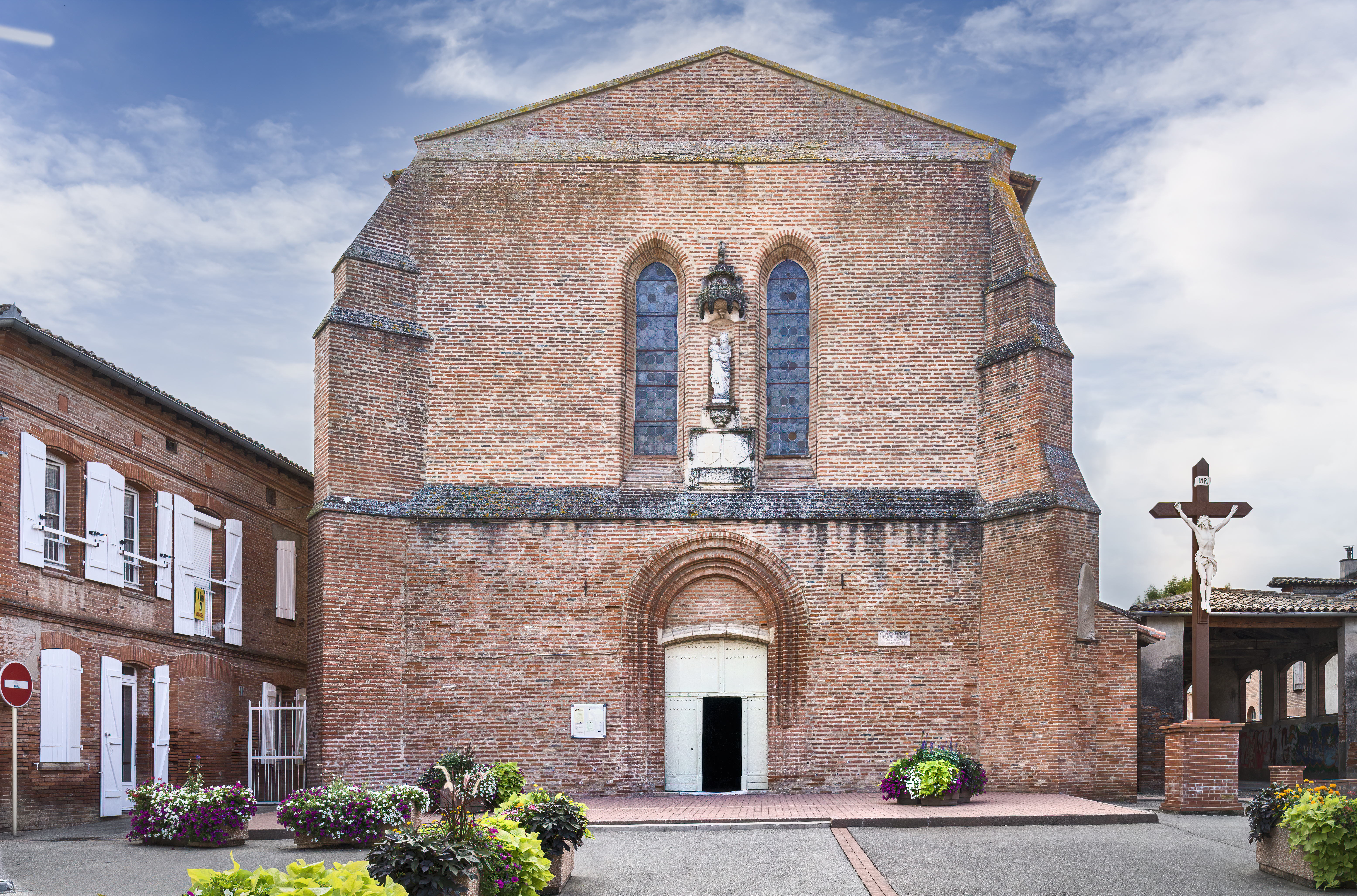
Façade de l'église.
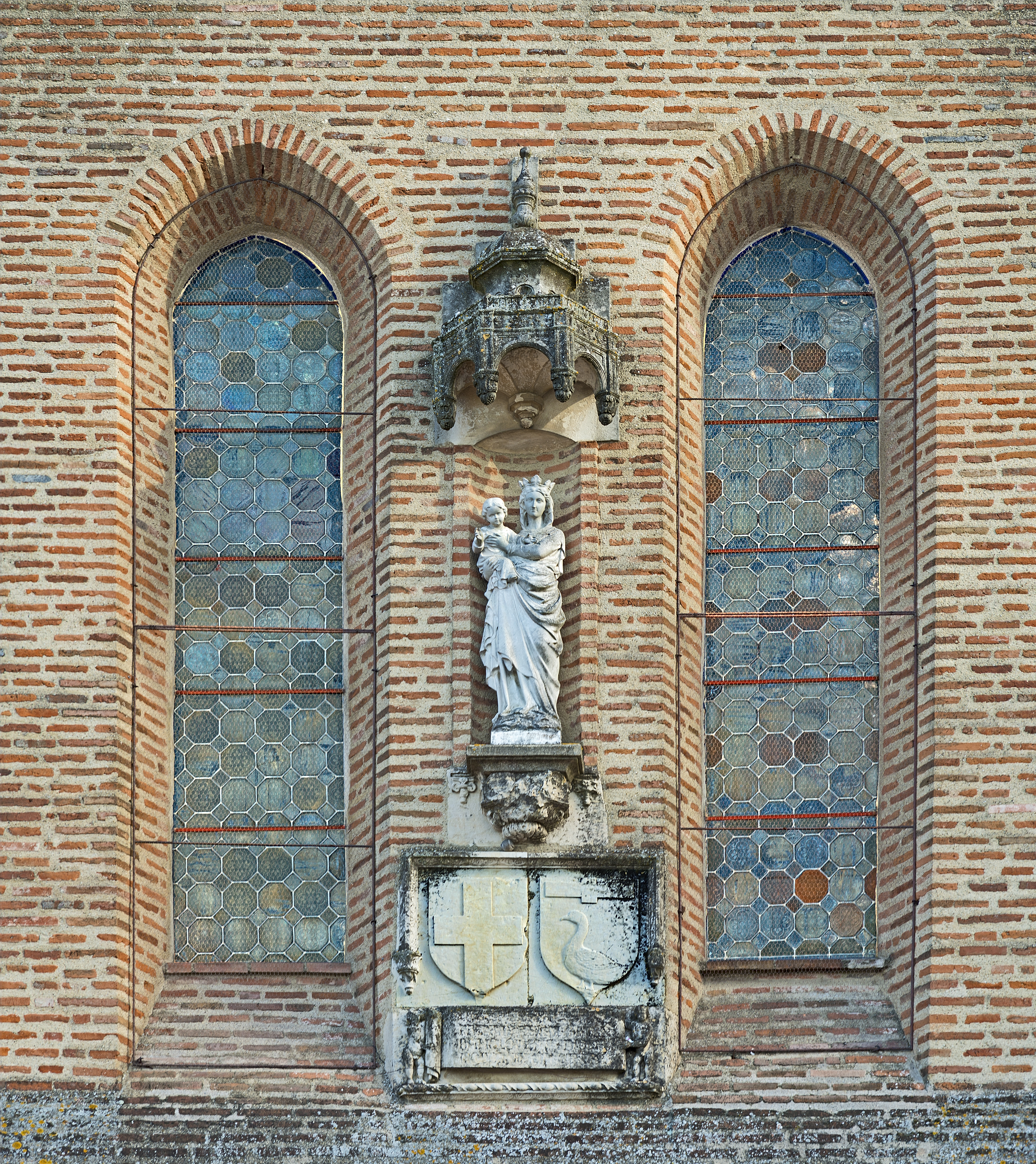
La façade et la statue de « Notre-Dame de l'Assomption ».
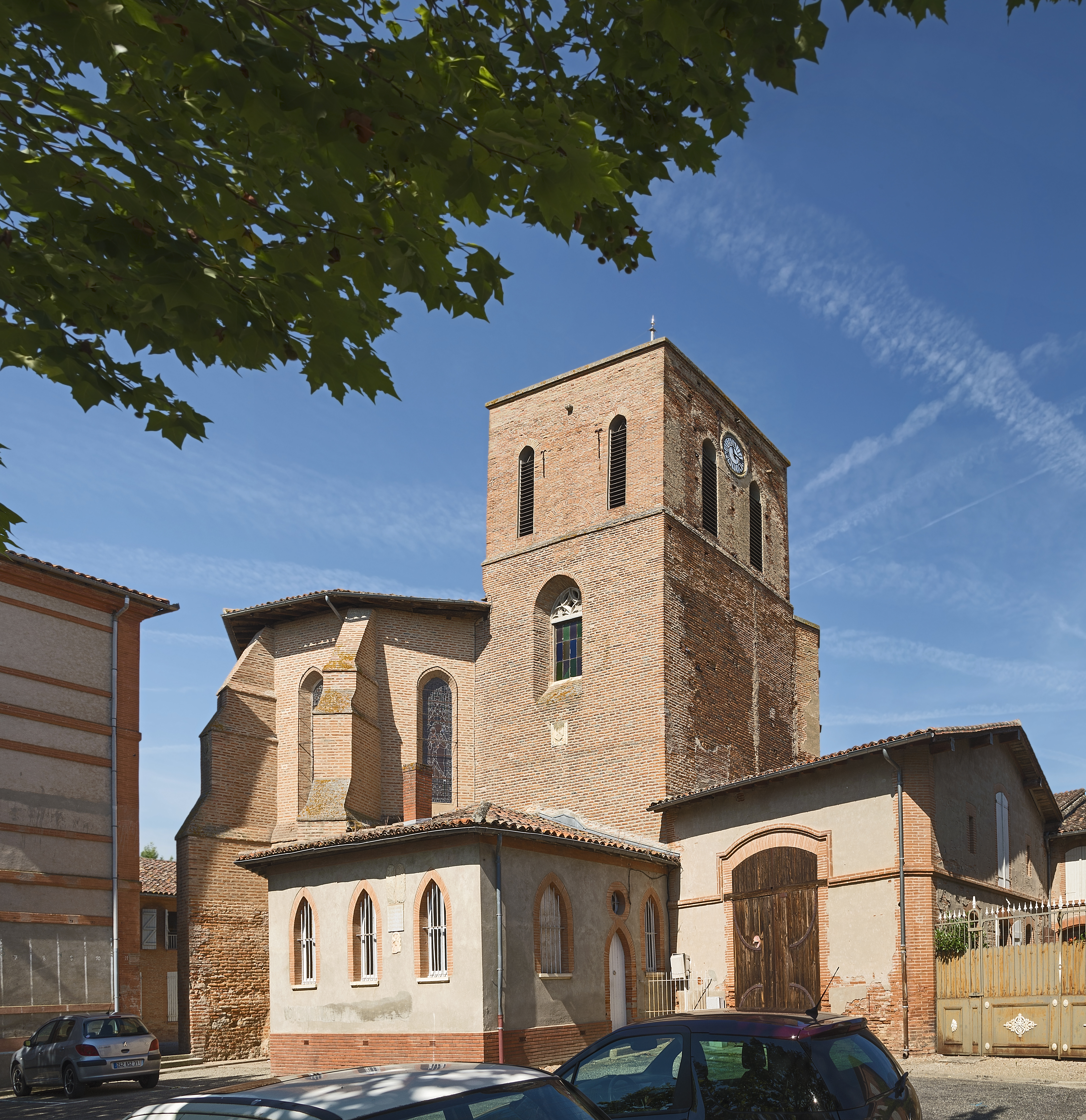
Abside et clocher de l'église.
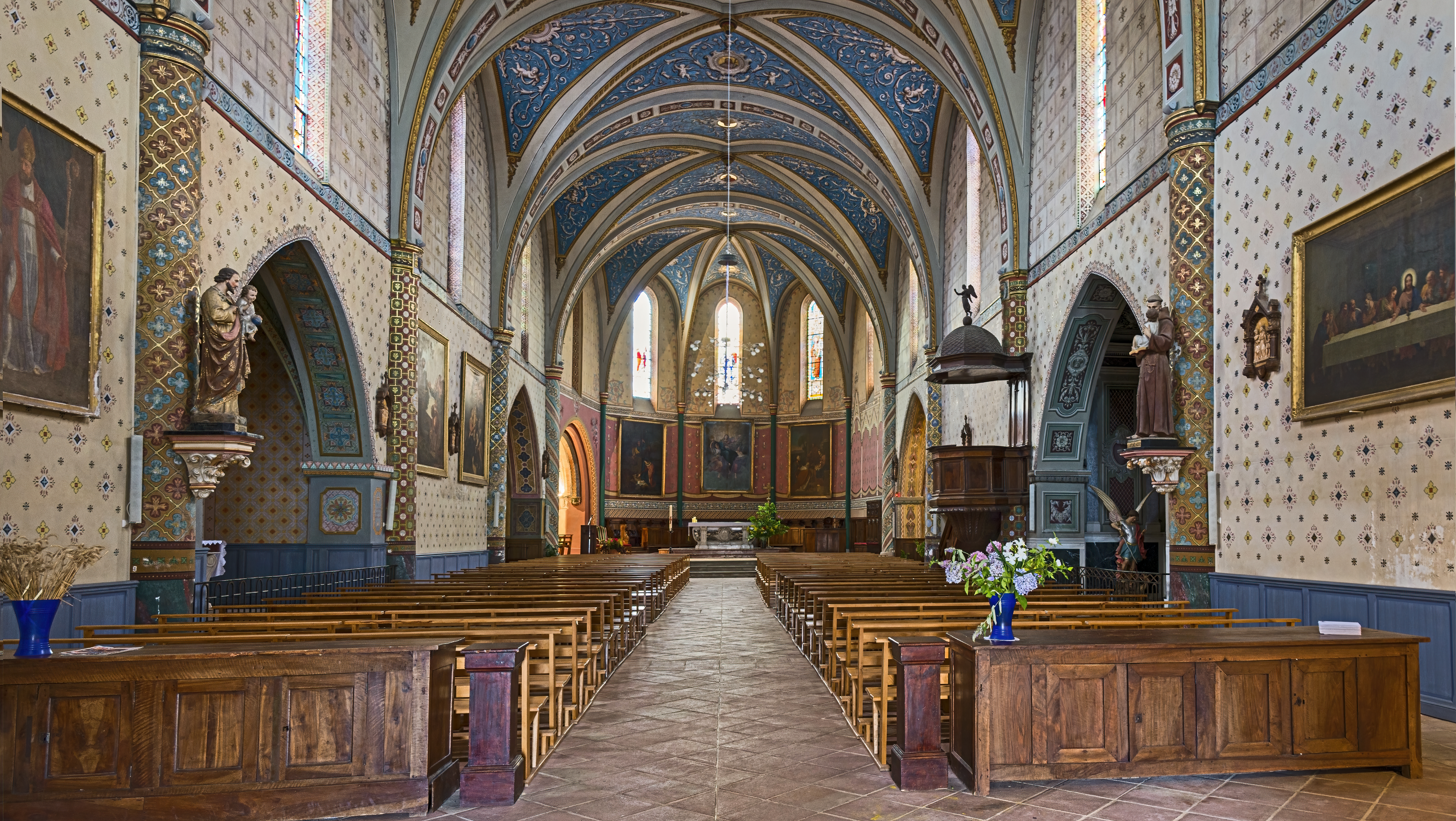
Vue de l'intérieur de l'église.

- Le monument aux morts sis Esplanade Pierre Campech.

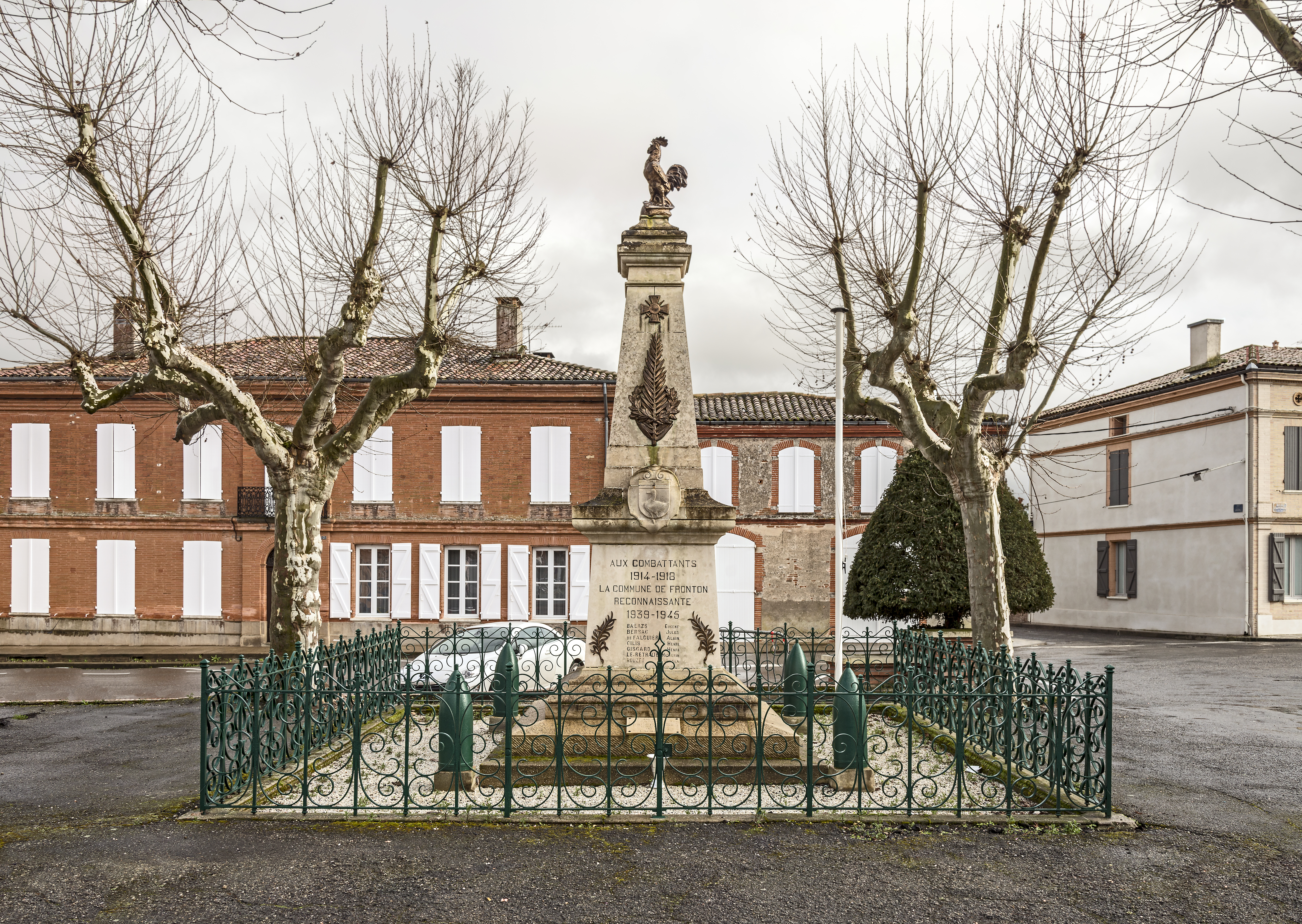

- Château de Capdeville actuelle maison des vins et du tourisme[70].

### Personnalités liées à la commune

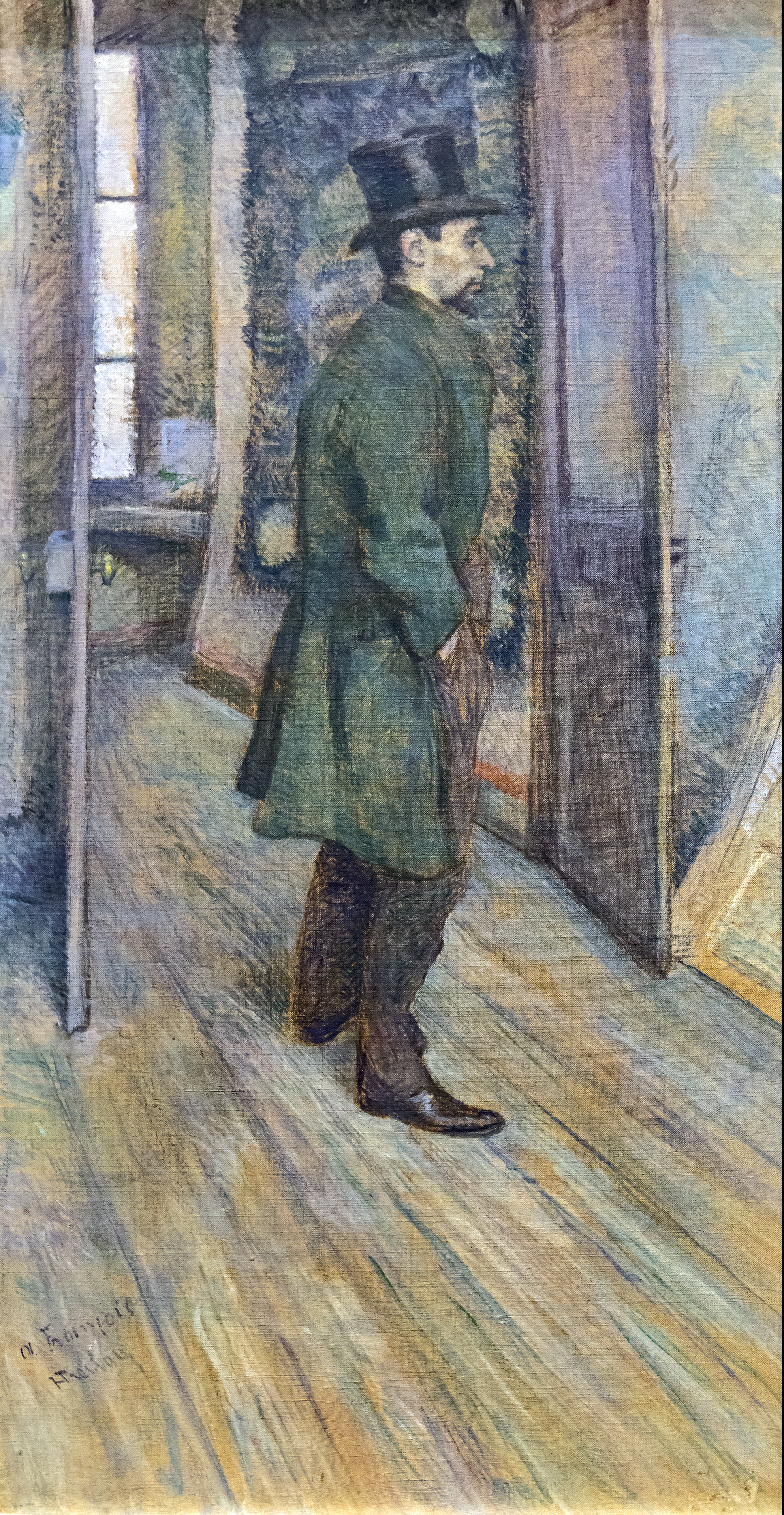
François Gauzi par Henri de Toulouse-Lautrec

- Arnaud Baville (1757-1813), général des armées de la République et de l'Empire, né à Fronton, mort des suites de ses blessures reçues lors de la bataille de Lübnitz, le 24 octobre 1813 à Magdebourg.
- Jean-François Joseph Marcorelle (1760 - 1829)
- Lucien Mandeville (1838 - 1914)
- François Gauzi (1862-1933), peintre né et mort à Fronton, ami d'Henri de Toulouse-Lautrec dont il sera historiographe.
- André Rey (1905 - 1995)
- Hélène Rouch (1937 - 2009)

### Héraldique
| Fronton | Son blasonnement est : De sinople au jars d'argent, becqué et membré d'or, au chef cousu de gueules chargé d'une croix aussi d'argent. ou De sinople au jars d'argent, becqué et membré d'or, au chef cousu de la Religion |

## Pour approfondir